# Heterusia basilata
Heterusia basilata là một loài bướm đêm trong họ Geometridae.